# Jeziorki (powiat augustowski)
Jeziorki – wieś w Polsce położona w województwie podlaskim, w powiecie augustowskim, w gminie Augustów. Leży przy drodze krajowej nr 16.
Nazwa wsi pochodzi od małego Jeziora Jezierskiego, które jest najprawdopodobniej oczkiem polodowcowym.
W latach 1975–1998 miejscowość należała administracyjnie do województwa suwalskiego.
Według Słownika geograficznego Królestwa Polskiego w 1827 roku w Jeziorkach znajdowało się 37 domów zamieszkanych przez 223 osoby. W tymże roku Jeziorki leżały na terenie gminy i parafii Bargłów.